# Matthew Bennett
Matthew Bennett est un acteur canadien né le 9 avril 1968 à Toronto. Il est célèbre pour son rôle d'Aaron Doral dans la série télévisée Battlestar Galactica.

## Filmographie

### Téléfilm
- 2006 : New York Volcano (Disaster Zone: Volcano in New York)
- 2014 : Un bébé en héritage (Sorority Surrogate) : Walter

### Télévision
- 1994 : X-Files : Frank
- 2000 à 2006 : Stargate SG-1 : Ted ; Jared Kane
- 2001 : Sept jours pour agir : Henry Bilkins
- 2003 : New York, unité spéciale (saison 4, épisode 25) : Mr. Stark
- 2004 à 2009 : Battlestar Galactica : Aaron Doral / Numéro Cinq
- 2005 : Esprits criminels : Adam Lloyd
- 2011 - 2015 : Les Enquêtes de Murdoch : Allen Clegg
- 2018 : The Expanse : Lt. Durant